# Trusetal

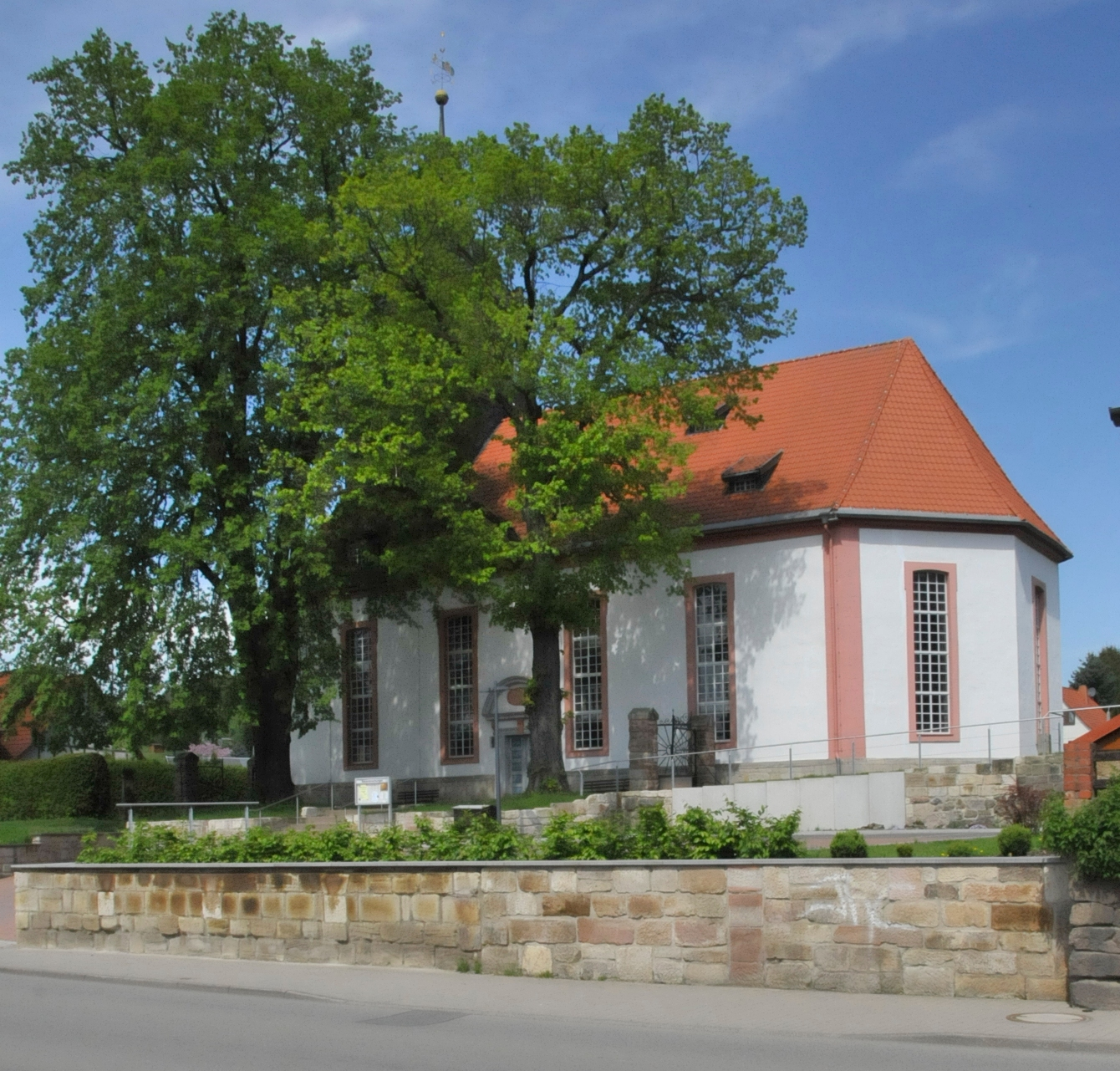
Kirche in Trusetal

Trusetal ist eine ehemalige Gemeinde und staatlich anerkannter Erholungsort im Landkreis Schmalkalden-Meiningen im Süden von Thüringen, nördlich von Schmalkalden. Am 1. Dezember 2011 wurde die Stadt Brotterode nach Trusetal eingemeindet und Trusetal in „Stadt Brotterode-Trusetal“ umbenannt.

## Geschichte
Die Gemeinden des Trusetales wurde 1185 erstmals urkundlich erwähnt. Seit dem 14. Jahrhundert wurden Eisenwaren gefertigt. Seit dem 16. Jahrhundert wurde auch Eisenerz gefördert. Der Bergbau wurde 1991 eingestellt.
Von 1899 bis 1969 führte die schmalspurige Trusebahn von Wernshausen nach Herges-Vogtei.
In der Zeit des Nationalsozialismus wurden zwischen 1934 und 1937 18 Personen aus den heute zu Trusetal gehörenden Dörfern im Krankenhaus von Schmalkalden Opfer der Zwangssterilisation. Während des Zweiten Weltkrieges mussten 143 Kriegsgefangene sowie Frauen und Männer aus den von Deutschland besetzten Ländern Zwangsarbeit leisten: bei der Firma Reum und in der Eisenerzgrube Klinge. Mindestens zwei Frauen wurden Opfer der Zwangsarbeit.
Die Gemeinde Trusetal entstand am 1. Juli 1950 durch den Zusammenschluss der bis dahin eigenständigen Gemeinden Herges-Auwallenburg, Trusen, Elmenthal und Laudenbach. Der Ortsteil Wahles wurde 1994 eingemeindet. Namensgeber ist ein kleiner Fluss, die Truse. Am 1. Dezember 2011 wurde die Stadt Brotterode nach Trusetal eingemeindet und Trusetal in „Stadt Brotterode-Trusetal“ umbenannt.

### Einwohnerentwicklung
Entwicklung der Einwohnerzahl (31. Dezember):
| - 1994: 4541 - 1995: 4518 (−0,51 %) - 1996: 4505 (−0,29 %) - 1997: 4465 (−0,90 %) - 1998: 4471 (+0,13 %) - 1999: 4481 (+0,22 %) | - 2000: 4452 (−0,65 %) - 2001: 4342 (−2,53 %) - 2002: 4275 (−1,57 %) - 2003: 4242 (−0,78 %) - 2004: 4168 (−1,78 %) - 2005: 4129 (−0,94 %) | - 2006: 4083 (−1,13 %) - 2007: 3996 (−2,18 %) - 2008: 3968 (−0,71 %) - 2009: 3934 (−0,86 %) - 2010: 3914 (−0,51 %) |

Datenquelle: Thüringer Landesamt für Statistik

## Bürgermeister
2006 bis 2011 Karl Koch (Die Linke), danach Bürgermeister von Brotterode-Trusetal
1994 bis 2006 Richard Hörnlein (CDU) 

## Ortspartnerschaften
Seit 1990 besteht eine Partnerschaft mit Nentershausen in Hessen.

## Kultur und Sehenswürdigkeiten

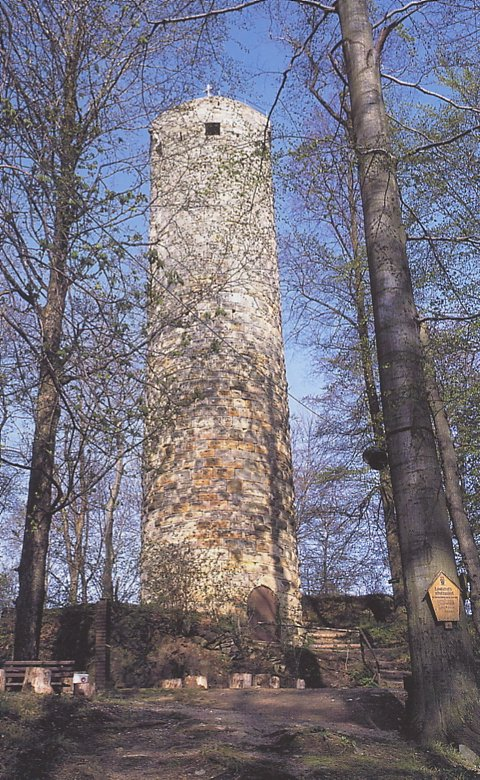
Turm der Burgruine Wallenburg

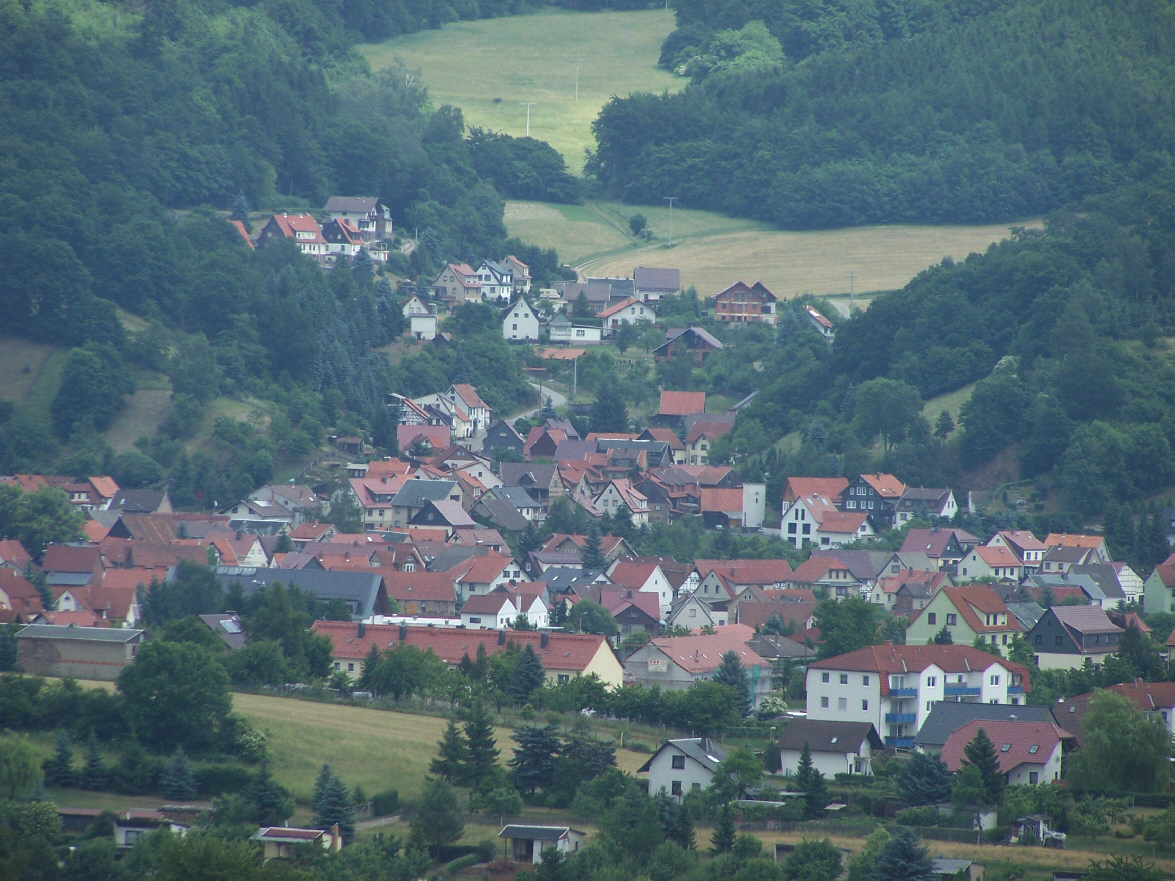
Trusetal

### Museen
- Die Heimatstube direkt am Busbahnhof in Trusetal zeigt anhand von Exponaten die Geschichte des Ortes und wird vom Bergbau- und Heimatverein Trusetal e. V. betrieben
- Das Besucherbergwerk Hühn vermittelt Eindrücke vom Abbau des Schwer- und Flussspatgesteins und zeigt Geräte und Gleise.

### Bauwerke
- Das Wahrzeichen des Ortes ist der Trusetaler Wasserfall. Dieser künstliche, 58 m hohe Wasserfall wurde 1865 unter Leitung des Baurats Specht angelegt. In unmittelbarer Nähe befindet sich der Zwergenpark, eine Station auf der Deutschen Spielzeugstraße.[3]
- Der Wallenburger Turm aus dem 13. Jahrhundert, ein Überbleibsel der im Dreißigjährigen Krieg fast völlig zerstörten Burg Wallenburg, bietet einen Panoramablick über das Werratal bis hin zur Vorderen Rhön.
- Dorfkirche Trusetal

## Persönlichkeiten
- Klaus Krug (1941–2025), Chemiker, Wissenschaftshistoriker und Hochschullehrer
- Hilmar Hoßfeld (* 1954), Leichtathlet
- Mathias Jung (* 1958), Biathlet
- Frank Ullrich (* 1958), Olympiasieger 1980 im Biathlon, Bundestrainer, MdB
- Vicki Vomit (* 1963), Musiker und Kabarettist
- Alexander Wolf (* 1978), Biathlet